# Сважув
Сважув (пол. Swarzów) — село в Польщі, у гміні Олесно Домбровського повіту Малопольського воєводства.
Населення — 768 осіб (2011).
У 1975—1998 роках село належало до Тарновського воєводства.

## Географія
Селом протікає річка Брень.

## Демографія
Демографічна структура станом на 31 березня 2011 року:
|          | Загалом | Допрацездатний вік | Працездатний вік | Постпрацездатний вік |
| -------- | ------- | ------------------ | ---------------- | -------------------- |
| Чоловіки | 369     | 74                 | 268              | 27                   |
| Жінки    | 399     | 87                 | 235              | 77                   |
| Разом    | 768     | 161                | 503              | 104                  |